# Vườn quốc gia Nairobi
Vườn quốc gia Nairobi là một vườn quốc gia ở Kenya, được thành lập năm 1946. Đây là vườn quốc gia đầu tiên của Kenya. Nó nằm cách trung tâm Nairobi, thủ đô của Kenya, khoảng 7 kilômét (4 mi) về phía nam, với một hàng rào điện chia cách giữa vùng hoang dã và vùng đô thị. Từ vườn, có thể thấy những tòa nhà cao tầng tại Nairobi. Việc đô thị và môi trường hoang dã ở gần nhau như vậy đã gây ra những va chạm giữa động vật và người dân địa phương, đồng thời ảnh hưởng đến đường di trú của động vật.
Tuy tọa lạc tại vị trí gần nền văn minh, và có diện tích khá nhỏ so với nhưng vườn quốc gia châu Phi khác, vườn quốc gia Nairobi vẫn có hệ sinh thái lớn và đa dạng. Động vật ăn cỏ di trú tập trung tại đây vào mùa khô, và đây cũng là một trong số các khu bảo tồn tê giác thành công nhất Kenya.